# Vitry-en-Artois
Vitry-en-Artois és un municipi francès situat al departament del Pas de Calais i a la regió dels Alts de França. L'any 2007 tenia 4.388 habitants.

## Història
La guerra entre Nèustria i Austràsia iniciada el 574 va portar a l'assassinat del rei Sigebert I a Vitry-en-Artois el 575

## Demografia

### Població
El 2007 la població de fet de Vitry-en-Artois era de 4.388 persones. Hi havia 1.694 famílies de les quals 396 eren unipersonals (129 homes vivint sols i 267 dones vivint soles), 576 parelles sense fills, 593 parelles amb fills i 129 famílies monoparentals amb fills.
La població ha evolucionat segons el següent gràfic:
Habitants censats

### Habitatges
El 2007 hi havia 1.818 habitatges, 1.713 eren l'habitatge principal de la família, 7 eren segones residències i 98 estaven desocupats. 1.699 eren cases i 115 eren apartaments. Dels 1.713 habitatges principals, 1.241 estaven ocupats pels seus propietaris, 430 estaven llogats i ocupats pels llogaters i 43 estaven cedits a títol gratuït; 4 tenien una cambra, 54 en tenien dues, 126 en tenien tres, 438 en tenien quatre i 1.091 en tenien cinc o més. 1.316 habitatges disposaven pel capbaix d'una plaça de pàrquing. A 857 habitatges hi havia un automòbil i a 605 n'hi havia dos o més.

### Piràmide de població
La piràmide de població per edats i sexe el 2009 era:
| Homes | Edats   | Dones |
| ----- | ------- | ----- |
| 0     | 95 o +  | 4     |
| 4     | 90 a 94 | 24    |
| 16    | 85 a 89 | 52    |
| 32    | 80 a 84 | 44    |
| 40    | 75 a 79 | 88    |
| 84    | 70 a 74 | 72    |
| 84    | 65 a 69 | 108   |
| 124   | 60 a 64 | 112   |
| 88    | 55 a 59 | 116   |
| 228   | 50 a 54 | 224   |
| 136   | 45 a 49 | 184   |
| 152   | 40 a 44 | 152   |
| 176   | 35 a 39 | 160   |
| 160   | 30 a 34 | 140   |
| 176   | 25 a 29 | 136   |
| 172   | 20 a 24 | 148   |
| 144   | 15 a 19 | 172   |
| 188   | 10 a 14 | 196   |
| 156   | 5 a 9   | 132   |
| 104   | 0 a 4   | 88    |

## Economia
El 2007 la població en edat de treballar era de 2.834 persones, 1.890 eren actives i 944 eren inactives. De les 1.890 persones actives 1.638 estaven ocupades (907 homes i 731 dones) i 252 estaven aturades (110 homes i 142 dones). De les 944 persones inactives 300 estaven jubilades, 286 estaven estudiant i 358 estaven classificades com a «altres inactius».

### Ingressos
El 2009 a Vitry-en-Artois hi havia 1.759 unitats fiscals que integraven 4.510 persones, la mediana anual d'ingressos fiscals per persona era de 17.118 €.

### Activitats econòmiques
Dels 181 establiments que hi havia el 2007, 1 era d'una empresa extractiva, 6 d'empreses alimentàries, 4 d'empreses de fabricació d'altres productes industrials, 15 d'empreses de construcció, 39 d'empreses de comerç i reparació d'automòbils, 5 d'empreses de transport, 13 d'empreses d'hostatgeria i restauració, 1 d'una empresa d'informació i comunicació, 12 d'empreses financeres, 14 d'empreses immobiliàries, 21 d'empreses de serveis, 32 d'entitats de l'administració pública i 18 d'empreses classificades com a «altres activitats de serveis».
Dels 55 establiments de servei als particulars que hi havia el 2009, 1 era una oficina d'administració d'Hisenda pública, 1 gendarmeria, 1 oficina de correu, 4 oficines bancàries, 3 funeràries, 5 tallers de reparació d'automòbils i de material agrícola, 1 taller d'inspecció tècnica de vehicles, 1 establiment de lloguer de cotxes, 3 autoescoles, 1 paleta, 1 guixaire pintor, 1 fusteria, 5 lampisteries, 3 electricistes, 2 empreses de construcció, 8 perruqueries, 1 veterinari, 7 restaurants, 3 agències immobiliàries, 2 tintoreries i 1 saló de bellesa.
Dels 16 establiments comercials que hi havia el 2009, 4 eren supermercats, 2 fleques, 1 una fleca, 2 llibreries, 1 una llibreria, 1 una botiga d'equipament de la llar, 1 una sabateria, 1 una botiga de mobles, 1 una botiga de material de revestiment de parets i terra i 2 floristeries.
L'any 2000 a Vitry-en-Artois hi havia 20 explotacions agrícoles que ocupaven un total de 1.050 hectàrees.

## Equipaments sanitaris i escolars
Els 2 equipaments sanitaris que hi havia el 2009 eren farmàcies.
El 2009 hi havia 1 escola maternal i 2 escoles elementals. Vitry-en-Artois disposava d'un col·legi d'educació secundària amb 567 alumnes.

## Poblacions més properes
El següent diagrama mostra les poblacions més properes.